# Уотертаун (Флорида)
Уотертаун — статистически обособленная местность в штате Флорида, США.

## География
По данным Бюро переписи населения США, статистически обособленная местность Уотертаун имеет общую площадь в 6,47 квадратных километров, из которых 6,22 кв. километров занимает земля и 0,26 кв. километров — вода. Площадь водных ресурсов округа составляет 4,02 % от всей его площади.
Статистически обособленная местность Уотертаун расположена на высоте 57 м над уровнем моря.

## Демография
По данным переписи населения 2000 года в Уотертаунe проживало 2837 человек, 744 семьи, насчитывалось 1164 домашних хозяйств и 1339 жилых домов. Средняя плотность населения составляла около 438,49 человек на один квадратный километр. Расовый состав населённого пункта распределился следующим образом: 66,94 % белых, 30,24 % — чёрных или афроамериканцев, 0,56 % — коренных американцев, 0,25 % — азиатов, 0,04 % — выходцев с тихоокеанских островов, 1,76 % — представителей смешанных рас, 0,21 % — других народностей. Испаноговорящие составили 1,34 % от всех жителей статистически обособленной местности.
Из 1164 домашних хозяйств в 25,5 % воспитывали детей в возрасте до 18 лет, 42,4 % представляли собой совместно проживающие супружеские пары, в 15,2 % семей женщины проживали без мужей, 36,0 % не имели семей. 31,4 % от общего числа семей на момент переписи жили самостоятельно, при этом 15,7 % составили одинокие пожилые люди в возрасте 65 лет и старше. Средний размер домашнего хозяйства составил 2,41 человек, а средний размер семьи — 3,00 человек.
Население статистически обособленной местности по возрастному диапазону по данным переписи 2000 года распределилось следующим образом: 25,0 % — жители младше 18 лет, 7,3 % — между 18 и 24 годами, 24,5 % — от 25 до 44 лет, 25,1 % — от 45 до 64 лет и 18,3 % — в возрасте 65 лет и старше. Средний возраст жителей составил 40 лет. На каждые 100 женщин в Уотертаунe приходилось 93,0 мужчин, при этом на каждые сто женщин 18 лет и старше приходилось 91,8 мужчин также старше 18 лет.
Средний доход на одно домашнее хозяйство статистически обособленной местности составил 29 402 доллара США, а средний доход на одну семью — 36 179 долларов. При этом мужчины имели средний доход в 30 353 доллара США в год против 21 339 долларов среднегодового дохода у женщин. Доход на душу населения статистически обособленной местности составил 29 402 доллара в год. Все семьи имели доход, превышающий уровень бедности.